# Vangueria lasiantha
Vangueria lasiantha là một loài thực vật có hoa trong họ Thiến thảo. Loài này được (Sond.) Sond. miêu tả khoa học đầu tiên năm 1865.

## Hình ảnh

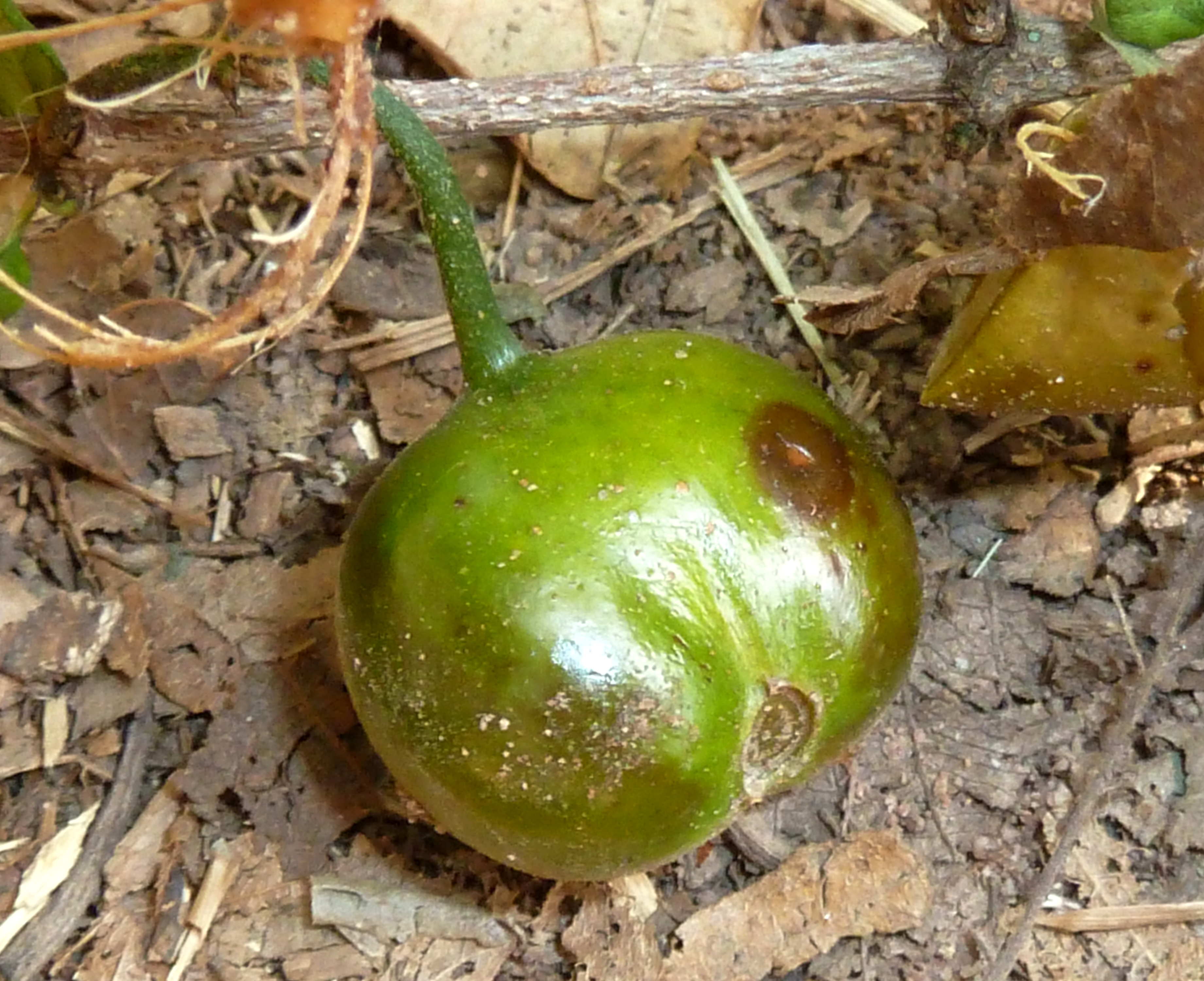
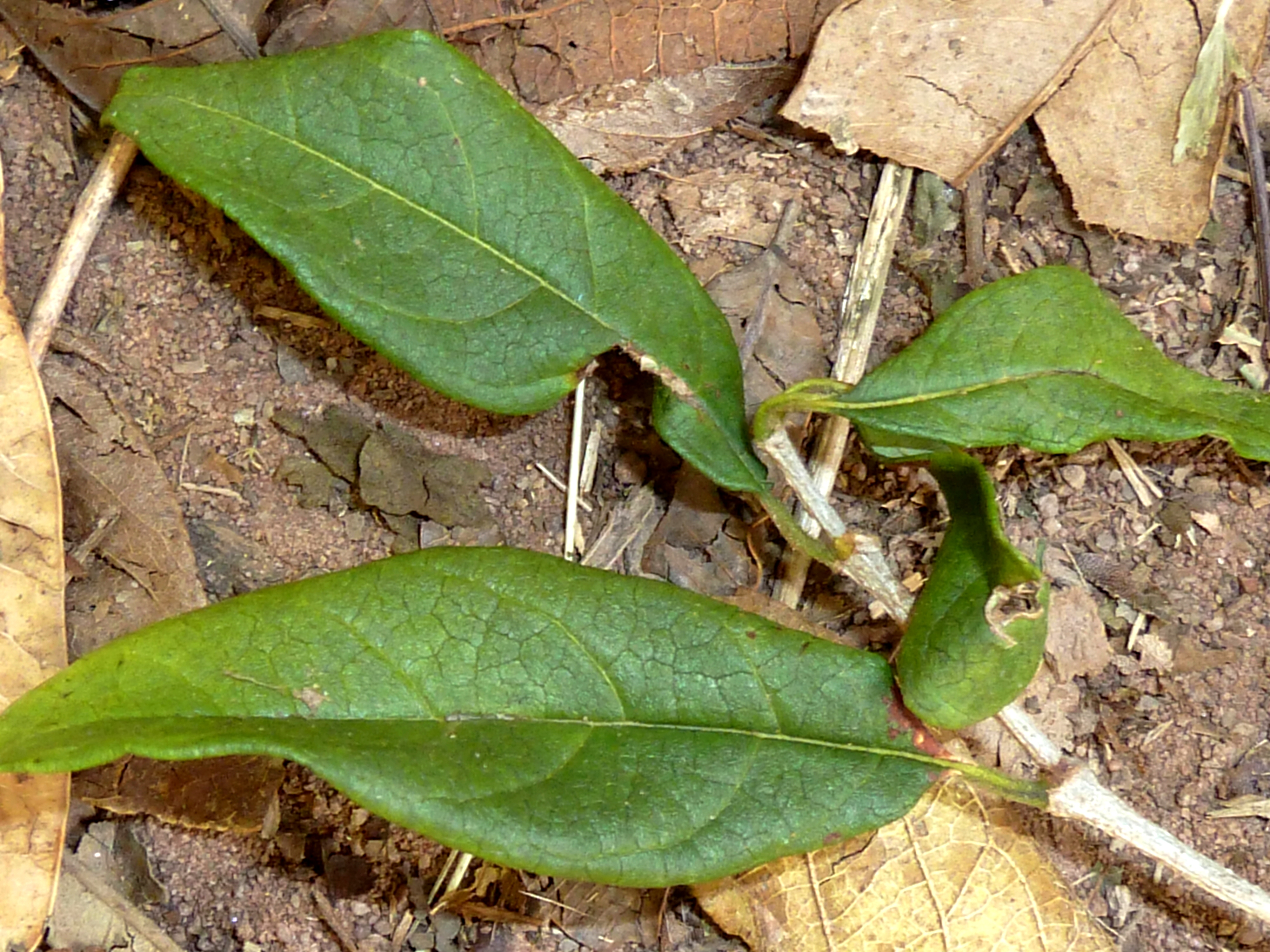
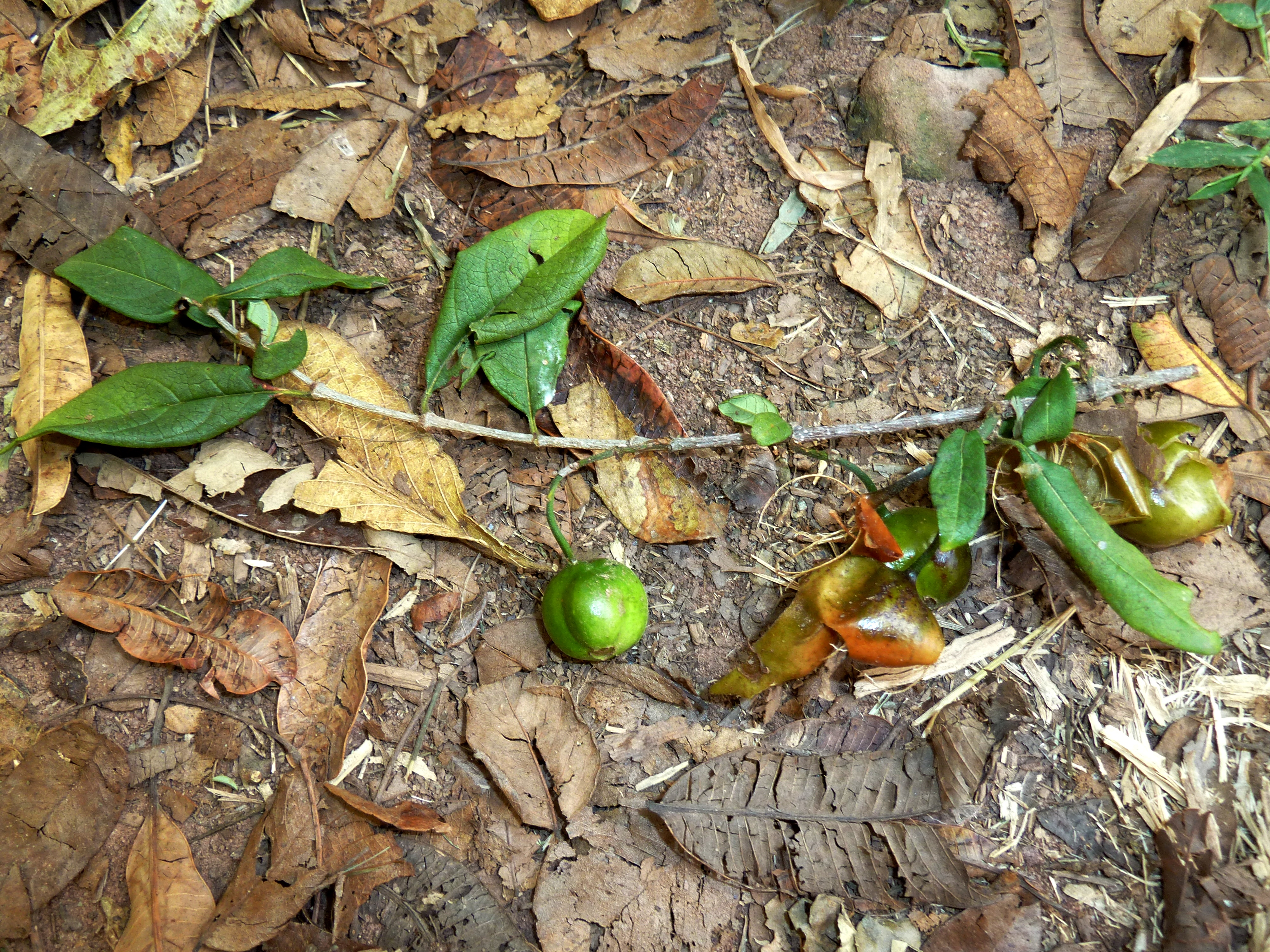
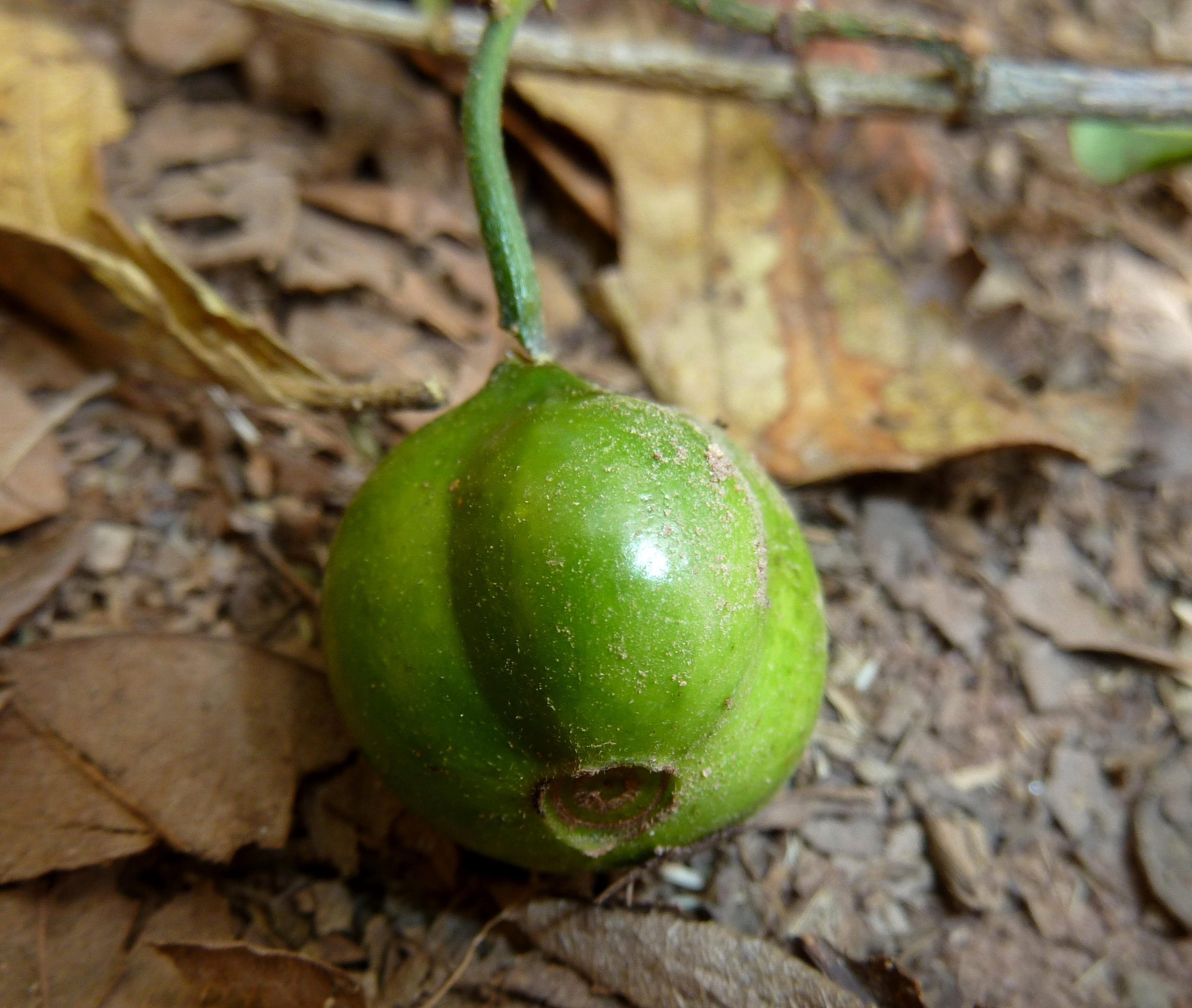